# Ruinart
Ruinart – винодельческий дом региона Шампань, образованный 1 сентября 1729 года в городе Эперне суконщиком Николя Рюинаром, племянником монаха-бенедиктинца дома Тьерри Рюинара. Этот винодельческий дом является старейшим производителем шампанского вина. (Винодельческий дом Gosset, основанный в 1584 году, является старейшим винодельческим домом региона Шампань).

## История

Плакат работы Альфонса Мухи (1896 год)

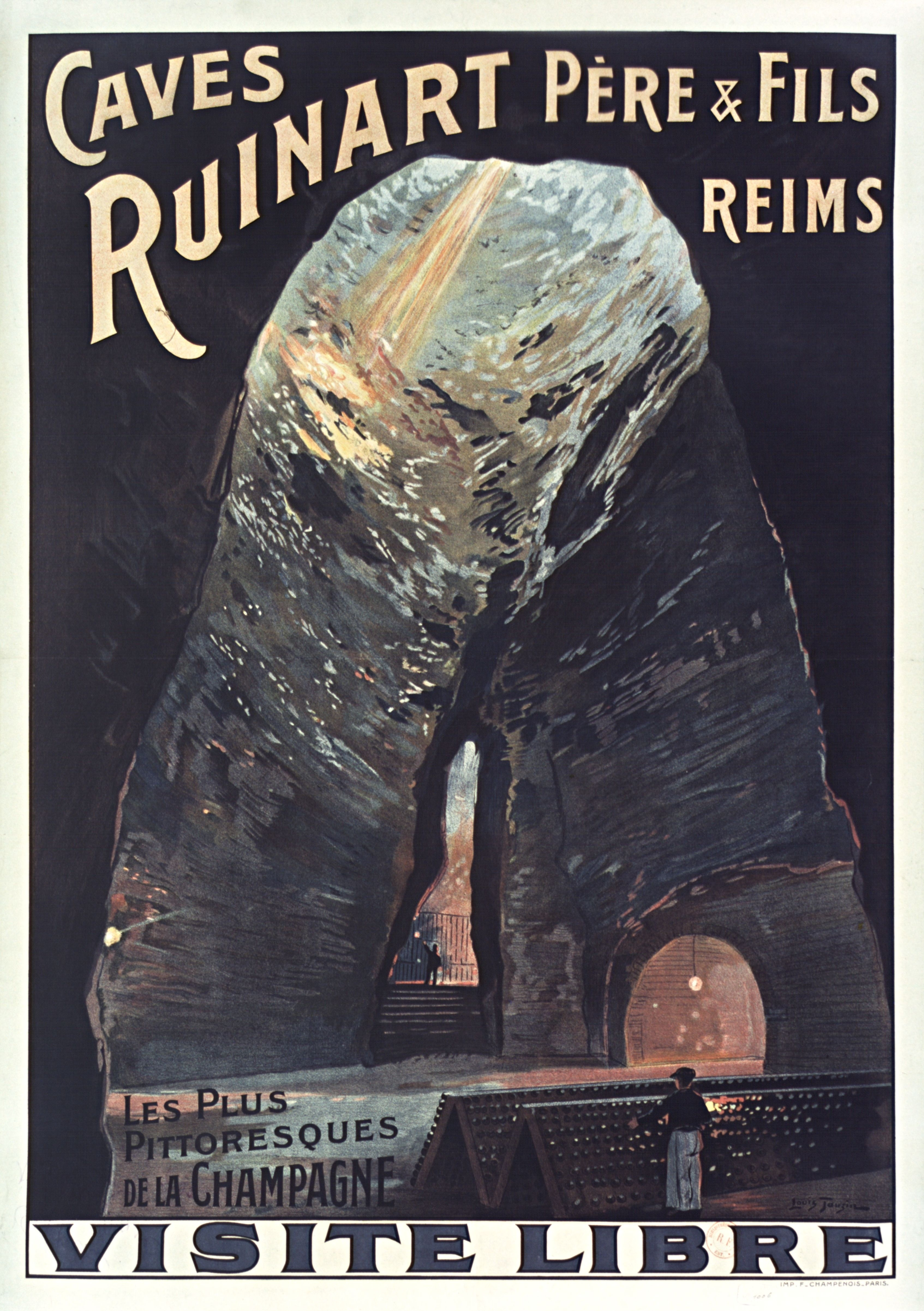
Плакат работы Луи Тозена (1914 год)

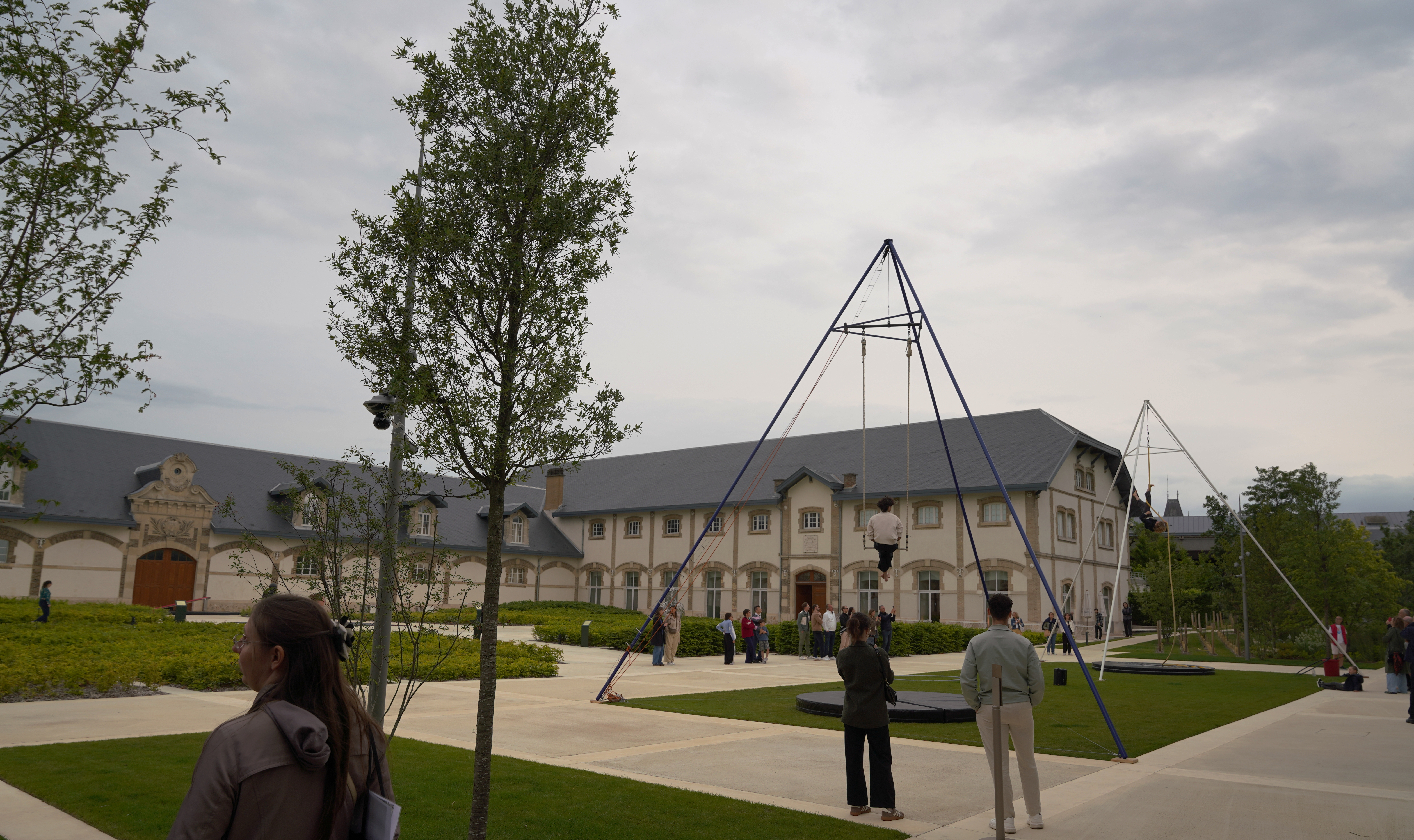
двор и здание

Дом Тьерри Рюинар, чья семья принадлежала к буржуазному сословию провинции Шампань (по некоторым источникам, к дворянскому сословию) и занималась торговлей сукном, во время своих поездок по европейским странам очень скоро пришёл к выводу о перспективности производства шампанского. Он заметил растущую популярность шампанского вина среди аристократических кругов королевского двора. Свои знания и своё представление о торговле шампанским он передал своему племяннику Николя Рюинару. Дом Рюинар предугадал будущую известность шампанского вина и его коммерческий успех.
Однако планы стали воплощаться в реальность только после выхода королевского эдикта от 25 мая 1728 года. В этом указе король Франции Людовик XV разрешил перевозить вино в бутылках, тогда как прежде вино дозволялось перевозить исключительно в бочонках, что автоматически препятствовало доставке шампанского в отдалённые рынки сбыта. Николя Рюинар основал винодельческий дом Ruinart в 1729 году. Первые поставки «вина с пузырьками» были выполнены в январе 1730 года. Склонный к риску сын Николя Рюинара, Клод, начал свою деятельность с перевода дома и подвалов из Эперне в Реймс, где этот винодельческий дом и располагается в настоящее время.
Самые первые партии шампанского вина доставлялись клиентам, покупавшим сукно, и считались деловыми подарками. Как и 20 лет назад, вскоре стало понятно, что торговля вином гораздо прибыльнее торговли текстилем. Вскоре на торговых кораблях тюки и рулоны текстиля были вытеснены корзинами с бутылками шампанского. И уже к 1735 году производство шампанского стало главным видом деятельности дома Ruinart.
Сотрудничество винодельческого дома Ruinart с выдающимися деятелями искусства имеет долгие корни. Еще в 1895 году Андре Рюинар обратился к чешскому мастеру плакатного искусства Альфонсу Мухе с просьбой оформить плакат для дома Ruinart.
В настоящее время торговая марка Ruinart принадлежит французской группе LVMH.

## Продукция
К винам категории престижное кюве (фр. prestige cuvée) относится шампанское Dom Ruinart, впервые выпущенное из урожая 1959 года. Это шампанское производится из винограда исключительно сорта шардоне и часто называется «белым из белого» (фр. blanc de blancs). Шампанское Dom Ruinart Rosé, впервые выпущенное в 1962 году, напоминает Dom Ruinart Blanc de Blancs но имеет добавление 16% винифицированного черного винограда пино нуар. Флагманским продуктом винодельческого дома Ruinart является шампанское Ruinart Blanc de Blancs.
В категории кюве (фр. cuvée) дом Ruinart выпускает шампанское R de Ruinart, которое бывает как миллезимным (винтажным), так и не миллезимным вином брют. Не миллезимное шампанское содержит минимум 40% винограда шардоне и 60% пино нуар, при этом шампанское на четверть содержит резервные вина. В случае миллезимного шампанского пропорции могут быть различными. Кроме того производится не миллезимное шампанское Ruinart Blanc de Blancs полностью из винограда сорта шардоне, и Ruinart Brut Rosé, как правило содержащее 45% шардоне и 55% пино нуар.
Винные подвалы Ruinart, приобретённые в 1768 году, считаются одними из самых крупных в Шампани и их происхождение датируется галло-римской эпохой. Подобно большинству винных подвалов Шампани они появились в результате добычи известняка в древние времена, и имеют длину 8 км, залегая на глубине 38 метров под землёй. Меловой грунт способствует поддержанию постоянной температуры в 11 градусов. Выемки в известняковом грунте в 1931 году официально были признаны историческим памятником. Оттенки вкуса шампанского Ruinart во многом зависят от срока его выдержки в известняковых нишах: от 3 до 4 лет для не миллезимного шампанского и, в среднем, от 9 до 10 лет для шампанского Dom Ruinart.
Форма современной бутылки дома Ruinart навеяна формами первых бутылок для шампанского XVIII века.

## Прежние лидеры дома
- Ирене Рюинар де Бримон (1770-1850), 1-й виконт де Бримон, сын Клода Рюинара
- Эдгар Рюинар де Бримон, виноторговец, родился в Реймсе 19 мая 1829 года, умер в Париже 7 июня 1881 года.